# Isaac Oliver
Isaac Oliver (c. 1565 – c. 1617) ou Olivier foi um pintor inglês nascido na França que trabalhava com retratos em miniatura.
Nascido em Rouen, mudou-se para Londres em 1568 com seus pais huguenotes, Peter e Epiphany Oliver, para escapar das Guerras religiosas na França. Estudou a criação de retratos em miniatura com Nicholas Hilliard e desenvolveu um estilo naturalista com base nas obras italianas e flamengas. Seu filho, Peter Oliver, de seu primeiro casamento, também foi pintor. Em 1602, casou com Sara, filha do famoso retratista Marcus Gheeraerts, o Velho e de Susannah de Critz, filha de Troilus de Critz, um ourives de Antuérpia e parente próximo de John de Critz, pintor-chefe de Isabel I de Inglaterra. Susannah era também irmã ou prima de Magdalen de Critz, que casou com Marcus Gheeraerts, o Jovem (1562 – 1635).
Após a morte de Isabel I de Inglaterra, tornou-se pintor da corte de Jaime VI da Escócia e I de Inglaterra, pintando inúmeros retratos da rainha Ana da Dinamarca e Henrique Frederico, Príncipe de Gales.
Suas obras estão atualmente no Castelo de Windsor e no Museu Britânico.

## Galeria

### Retratos em Miniatura

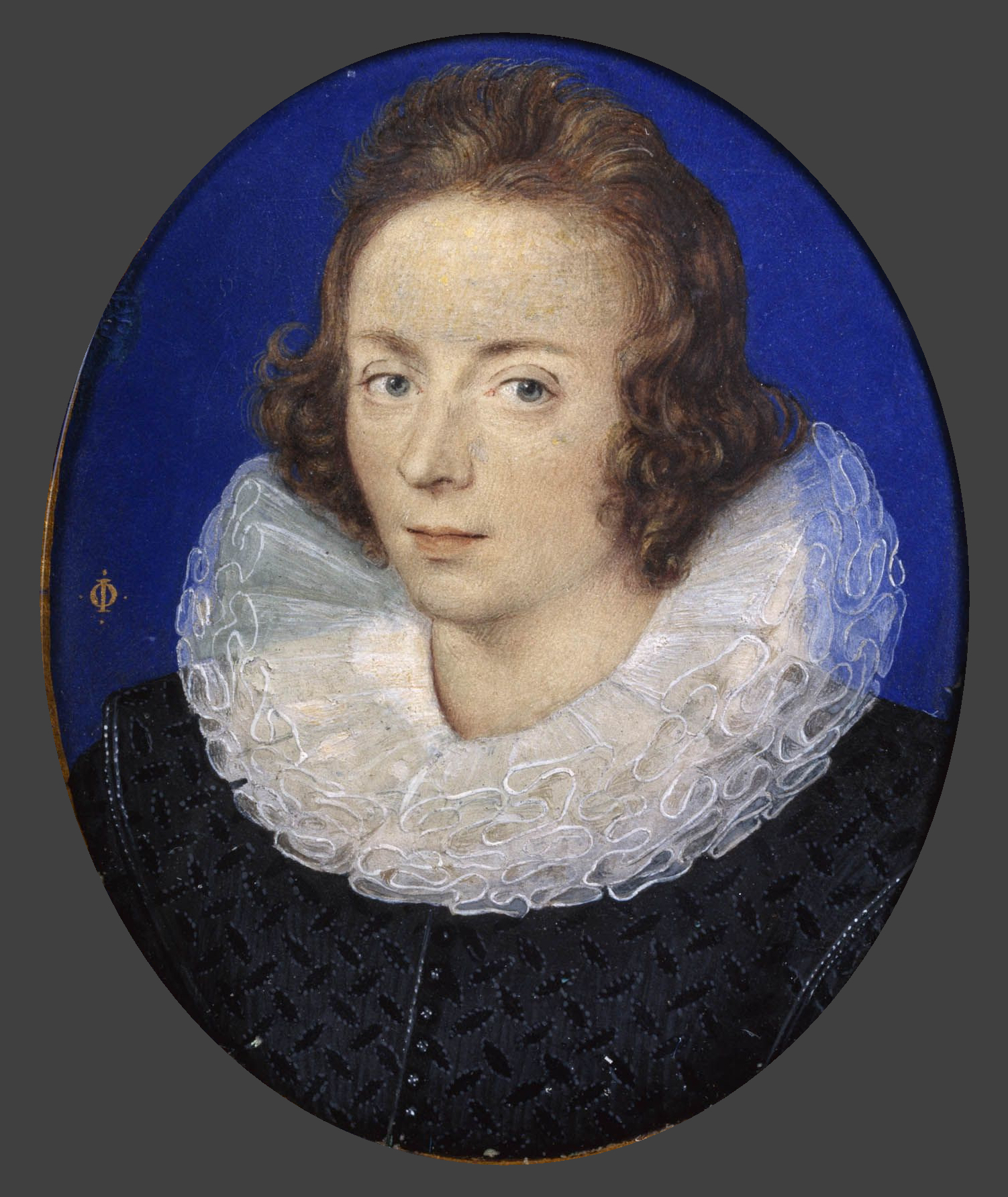
Retrato de um Jovem (possivelmente Sir Philip Sydney), 1605
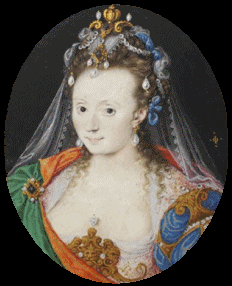
Mulher desconhecida em Fantasia de Máscara, 1609
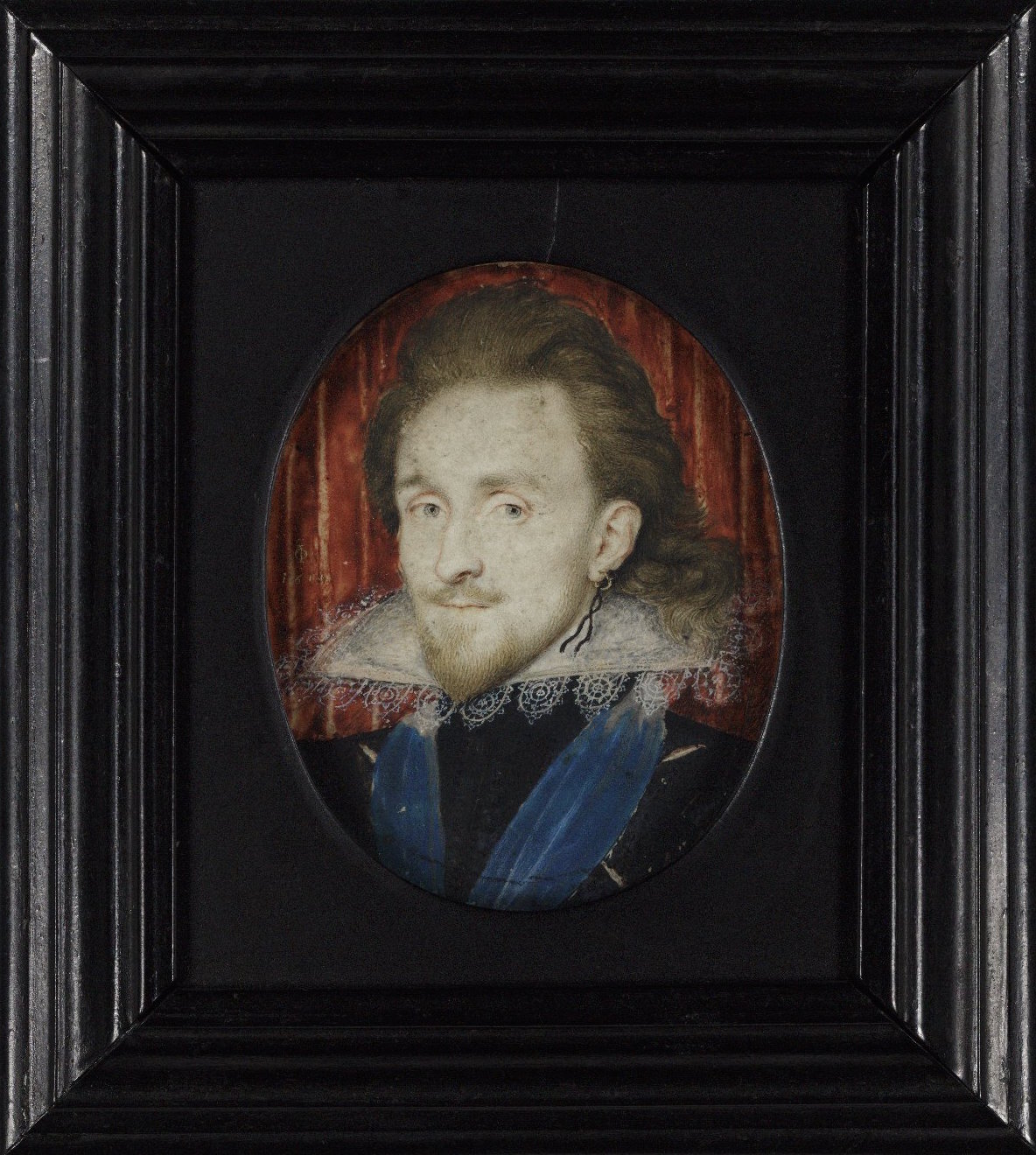
Philip Herbert, Quarto Conde de Pembroke, 1611
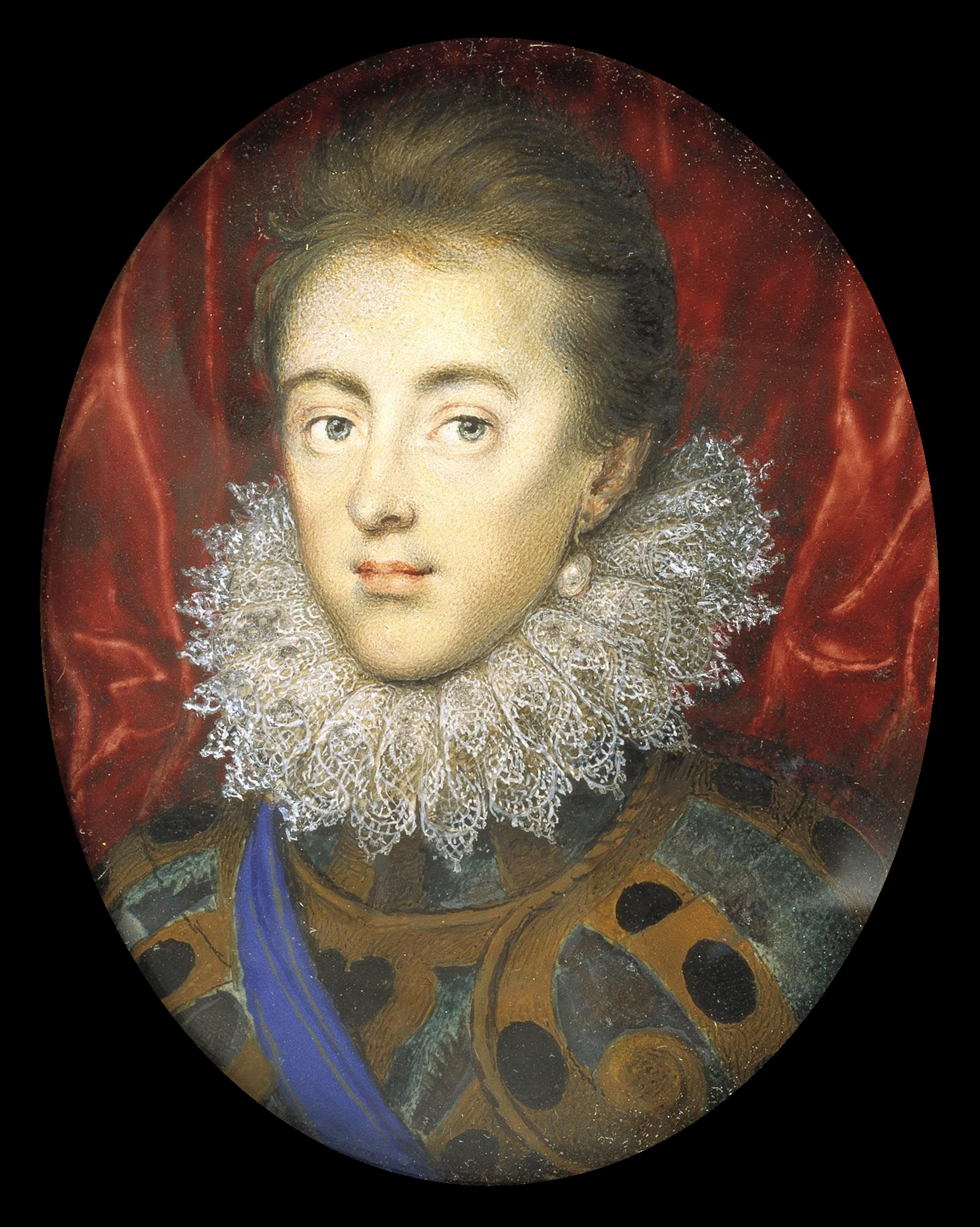
Carlos I de Inglaterra como Príncipe de Gales, 1615